# Алгоритмічна торгівля
Алгоритмічна торгівля — це метод виконання заказів за допомогою автоматизованих та завчасно запрограмованих торгових інструкцій з урахуванням таких змінних, як час, ціна та обсяг. Цей тип торгівлі використовує швидкість і обчислювальні ресурси комп'ютерів, які значно кращі у порівнянні з трейдерами-людьми. У XXI столітті алгоритмічна торгівля набирає популярності як серед роздрібних, так і серед інституційних трейдерів. Вона широко використовується інвестиційними банками, пенсійними фондами, взаємними фондами та хедж-фондами, яким може знадобитися розподілити виконання більшого замовлення або здійснювати операції надто швидко, щоб трейдери не могли на це відреагувати. Дослідження 2019 року показало, що близько 92 % купівлі/продажу на ринку Форекс здійснювалося за допомогою торгових алгоритмів, а не людьми.
Термін алгоритмічна торгівля часто використовується як синонім автоматизованої торгової системи. Вони охоплюють різноманітні торгові стратегії, деякі з яких базуються на формулах і результатах математичних фінансів, і часто покладаються на спеціалізоване програмне забезпечення.
Приклади стратегій, що використовуються в алгоритмічній торгівлі, включають маркетмейкінг, арбітраж, систематичну торгівлю, міжринковий розкид або чисті спекуляції, такі як відстеження трендів. Багато з цих стратегій підпадають під категорію високочастотної торгівлі (ВЧТ), яка характеризується високим оборотом і високим співвідношенням замовлення до продажу. У стратегіях ВЧТ використовуються комп'ютери, які приймають детально проаналізовані рішення щодо ініціювання замовлень на основі інформації, отриманої в електронному вигляді, перш ніж трейдери зможуть обробити інформацію, яку вони спостерігають. У результаті в лютому 2012 року Комісія з торгівлі товарними ф’ючерсами (CFTC) сформувала групу науковців та експертів галузі, щоб сформулювати визначення для категорії ВЧТ. Алгоритмічна торгівля та ВЧТ призвели до різкої зміни мікроструктури ринку, а також до складності та невизначеності макродинаміки ринку, зокрема щодо способу забезпечення ліквідності.

## Історія

### Ранні розробки
Комп'ютеризація потоку замовлень на фінансових ринках почалася на початку 1970-х років, коли Нью-Йоркська фондова біржа запровадила систему DOT «обертання призначених замовлень». SuperDOT був представлений у 1984 році як оновлена версія DOT. Обидві системи дозволяли направляти замовлення в електронному вигляді до відповідного торгового пункту. «Автоматизована система звітності про відкриття» (OARS) допомогла спеціалісту визначити ціну відкриття ринку (SOR; Smart Order Routing).
З появою повністю електронних ринків з'явилася програмна торгівля, яку Нью-Йоркська фондова біржа оцінює як замовлення на купівлю або продаж 15 або більше акцій загальною вартістю понад $1 мільйон. Програмна торгівля була запрограмована для автоматичного входу або виходу з угод на основі різних факторів. У 1980-х роках програмна торгівля широко використовувалася в торгівлі між ринками акцій S&P 500 і ф'ючерсними ринками за стратегією, відомою як індексний арбітраж.
Приблизно в той же час було розроблено страхування портфеля для створення синтетичного пут-опціону на портфель акцій шляхом динамічної торгівлі ф'ючерсами, відповідно до комп'ютерної моделі ціноутворення опціонів Блека–Шоулза.
Багато людей (наприклад, у звіті Брейді) звинувачували обидві стратегії, які часто просто об'єднували як «програмну торгівлю», що призвело до загострення або навіть початку краху фондового ринку 1987 року. Проте вплив програмної торгівлі на крах фондового ринку невідомий і широко обговорюється в академічній спільноті.

### Вдосконалення
Фінансовий ландшафт знову змінився з появою електронних комунікаційних мереж (ЕКМ) у 1990-х роках, це дозволило трейдерам торгувати акціями та валютами поза «традиційними біржами». У США децималізація змінила мінімальний розмір тику з 0,0625 долара до 0,01 долара США за акцію в 2001 році, і, можливо, сприяла алгоритмічній торгівлі, оскільки це змінило мікроструктуру ринку, дозволивши менші відмінності між покупкою та пропозицією, зменшуючи торгову перевагу маркет-мейкерів, таким чином збільшуючи ліквідність ринку.

Ця підвищена ліквідність ринку призвела до того, що інституційні трейдери розподілили замовлення відповідно до комп'ютерних алгоритмів, щоб вони могли виконувати замовлення за кращою середньою ціною. Ці орієнтири середньої ціни вимірюються та обчислюються запрограмованими комп'ютерами, шляхом застосування середньої ціни, зваженої за часом, або, як правило, середньої ціни, зваженої за обсягом.
Роберт Грайфельд, NASDAQ CEO, Квітень 2011
Подальше заохочення для впровадження алгоритмічної торгівлі на фінансових ринках сталося в 2001 році, коли група дослідників IBM опублікувала статтю на Міжнародній об'єднаній конференції зі штучного інтелекту, де вони довели, що в експериментальних лабораторних версіях електронних аукціонів, які використовуються на фінансових ринках дві алгоритмічні стратегії (власна MGD від IBM і ZIP від Hewlett-Packard) можуть стабільно випереджати трейдерів-людей. Алгоритм ZIP був винайдений у HP Дейвом Кліффом у 1996 році. MGD був модифікованою версією алгоритму «GD», винайденого Стівеном Джерстадом і Джоном Дікхаутом у 1996—1997 роках. У своїй статті команда IBM написала, що фінансовий вплив їхніх результатів, які показують, що MGD і ZIP перевершують торговців-людей, «…може вимірюватися мільярдами доларів на рік».
У 2005 році Комісія з цінних паперів запровадила національну ринкову систему регулювання для зміцнення ринку акцій. Це змінило спосіб, у який фірми вели торгівлю за такими правилами, як Правило торгівлі (англ. Trade Through Rule), яке передбачає, що ринкові замовлення повинні розміщуватися та виконуватися в електронному вигляді за найкращою доступною ціною, таким чином перешкоджаючи брокерським компаніям отримувати прибуток від різниці в ціні під час узгодження ордерів на купівлю чи продаж.
Під час відкриття нових електронних ринків з'явилися інші алгоритмічні торгові стратегії. Ці стратегії легше реалізувати програмно за допомогою комп'ютерів, оскільки вони можуть швидко реагувати на зміни цін і спостерігати за кількома ринками одночасно.
Багато брокерів-дилерів пропонували своїм клієнтам стратегії алгоритмічної торгівлі, розрізняючи їх за поведінкою, варіантами та брендом. Приклади включають Chameleon (розробник BNP Paribas), Stealth (розробник Deutsche Bank), Sniper і Guerilla (розробник Credit Suisse). Ці реалізації запозичили практики інвестиційних підходів арбітражу, статистичного арбітражу, відстеження трендів та повернення до середнього значення.

### Тематичні дослідження
Прогнози прибутковості TABB Group, дослідницької фірми індустрії фінансових послуг, для ВЧТ-індустрії акцій США становили $1,3 мільярда без урахування витрат на 2014 рік, що значно нижче максимуму в $21 мільярд, який склали 300 компаній з торгівлі цінними паперами та хеджування у 2008 році, який автори тоді назвали «відносно невеликим» і «напрочуд скромним» у порівнянні із загальним обсягом торгів на ринку. У березні 2014 року Virtu Financial, компанія високочастотної торгівлі, повідомила, що протягом п'яти років фірма була прибутковою 1277 із 1278 торгових днів, втративши гроші лише за один день, демонструючи переваги високочастотної торгівлі за різними стратегіями.

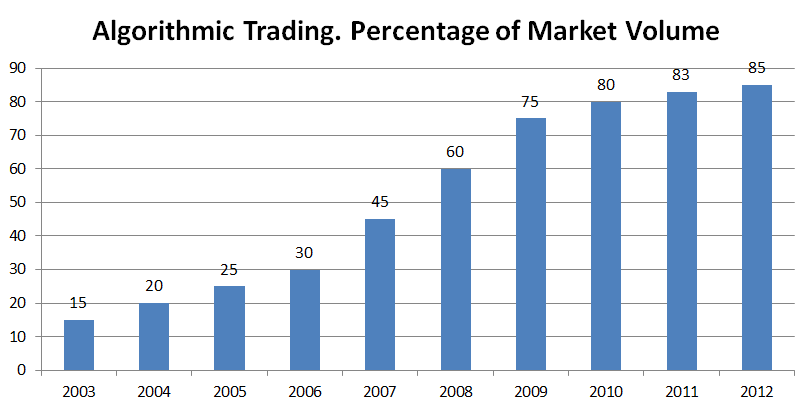
Алгоритмічний трейдинг. Відсоток обсягу ринку.

Третина всіх торгів акціями Європейського Союзу та Сполучених Штатів у 2006 році керувалася автоматичними програмами або алгоритмами. Станом на 2009 рік дослідження показали, що на ВЧТ-компанії припадало 60–73 % усього обсягу торгівлі акціями в США, а в 2012 році ця кількість впала приблизно до 50 %. У 2006 році на Лондонській фондовій біржі понад 40 % усіх ордерів було введено алгоритмічними трейдерами, причому на 2007 рік прогнозується 60 %. Американські та європейські ринки зазвичай мають вищу частку алгоритмічних угод, ніж інші ринки. Оцінки на 2008 рік коливаються до 80 % на деяких ринках. Валютні ринки також застосовують активну алгоритмічну торгівлю, яка оцінюється приблизно у 80 % замовлень у 2016 році (порівняно з 25 % замовлень у 2006 році). Вважається, що ф'ючерсні ринки досить легко інтегрувати в алгоритмічну торгівлю, причому до 2010 року очікується, що приблизно 20 % обсягу опціонів буде створено комп'ютером. Ринки облігацій рухаються у напрямку більшого доступу для алгоритмічних трейдерів.
Алгоритмічна торгівля та ВЧТ були предметом численних публічних дебатів після того, як Комісія з цінних паперів і бірж США та Комісія з торгівлі товарними ф’ючерсами заявили, що алгоритмічна торгівля, викликала хвилю продажів, яка призвела до штучного краху ринку у 2010 році. У тих самих звітах було виявлено, що стратегії ВЧТ могли сприяти подальшій волатильності через швидке вилучення ліквідності з ринку. У результаті цих подій промисловий індекс Доу-Джонса зазнав другого за величиною внутрішньоденного коливання, хоча ціни швидко відновилися. (Див. список найбільших щоденних змін промислового індексу Dow Jones.) У звіті Міжнародної організації комісій з цінних паперів (IOSCO) за липень 2011 року, міжнародного органу регулювання цінних паперів, було зроблено висновок, що хоча «алгоритми та технологія ВЧТ використовувалися учасниками ринку для управління своєю торгівлею та ризиками, їхнє використання також явно було сприяючим фактором штучного краху 6 травня 2010 року». Однак деякі дослідники прийшли до іншого висновку. В одному дослідженні 2010 року було показано, що ВЧТ суттєво не змінив торговий інвентар під час цього краху. Деяка алгоритмічна торгівля перед ребалансуванням індексного фонду перераховує прибутки інвесторам.

## Стратегії

### Систематична торгівля
Використання комп'ютерних моделей для визначення цілей торгівлі, засобів контролю ризиків і правил, які можуть методично виконувати торгові замовлення. Систематична торгівля включає як високочастотну торгівлю (ВЧТ, яку іноді називають алгоритмічною торгівлею), так і повільніші типи інвестування, такі як систематичне відстеження трендів. Він також включає пасивне відстеження індексів.
Нещодавнє дослідження Серхіо Альвареса-Теленьї виявило, що введення фінансової інформації в цю стратегію покращує процес калібрування, який зазвичай керується лише даними.

### Торгівля перед ребалансуванням індексного фонду
Більшість пенсійних заощаджень, таких як приватні пенсійні фонди або 401 (k) та індивідуальні пенсійні рахунки в США, інвестуються у взаємні фонди, найпопулярніші з яких індексні фонди, які повинні періодично «відновлювати баланс» або коригувати свій портфель відповідно до нових цін та ринкової капіталізації базових цінних паперів у фондовому чи іншому індексі, який вони відстежують. Прибуток передається від пасивних інвесторів до активних, деякі з яких є алгоритмічними трейдерами, які спеціально використовують ефект перебалансування індексів. Розмір цих втрат, понесених пасивними інвесторами, оцінюється в 21–28 базисних пунктів на рік для S&P 500 і 38–77 базисних пунктів на рік для Russell 2000. Джон Монтгомері з Bridgeway Capital Management каже, що «погана прибутковість інвесторів» від торгівлі перед ребалансуванням індексного фонда є «слоном у кімнаті, про який, чомусь, люди не говорять».

### Торгівля парами
Торгівля парами це довгострокова, в ідеалі ринково нейтральна стратегія, яка дозволяє трейдерам отримувати прибуток від тимчасових розбіжностей у відносній вартості. На відміну від класичного арбітражу, при парній торгівлі закон єдиної ціни не може гарантувати зближення цін. Теоретично, довго-короткий характер стратегії повинен спрацювати незалежно від напрямку фондового ринку. На практиці ризик виконання, постійні, а також великі розбіжності, а також зниження волатильності можуть зробити цю стратегію неприбутковою протягом тривалого періоду часу (наприклад, 2004—2007). Ця стратегія належить до ширших категорій статистичного арбітражу, конвергентної торгівлі та відносної вартості.

### Дельта-нейтральні стратегії
Ці стратегії описують портфель пов'язаних між собою фінансових цінних паперів, у якому вартість портфеля залишається незмінною через невеликі зміни вартості базового цінного паперу. Такий портфель зазвичай містить опціони та відповідні їм базові цінні папери таким чином, що позитивні та негативні дельта-компоненти компенсуються, в результаті чого вартість портфеля є відносно нечутливою до змін у вартості базового цінного паперу.

### Арбітраж
В економіці та фінансах арбітраж — це практика використання різниці в ціні між двома чи більше ринками: укладання комбінації відповідних угод, які використовують дисбаланс, при цьому прибуток є різницею між ринковими цінами. Арбітраж — це транзакція, яка не передбачає негативного грошового потоку в будь-якому ймовірнісному чи часовому стані та позитивний грошовий потік принаймні в одному стані; простими словами, це можливість безризикового прибутку за нульових витрат. Наприклад, однією з найпопулярніших можливостей арбітражної торгівлі є ф'ючерси S&P і акції S&P 500. Протягом більшості торгових днів між ними буде розбіжність у ціноутворенні. Це трапляється, коли ціна акцій, які здебільшого торгуються на ринках NYSE та NASDAQ, або випереджає, або відстає від ф'ючерсів S&P, які торгуються на ринку CME.

#### Умови арбітражу
Арбітраж можливий при дотриманні однієї з трьох умов:
- Один і той же актив не торгується за однаковою ціною на всіх ринках (тобто порушується «закон єдиної ціни»).
- Два активи з однаковими грошовими потоками не торгуються за однаковою ціною.
- Актив з відомою ціною в майбутньому, сьогодні не торгується за його майбутньою ціною, дисконтованою за безризиковою процентною ставкою[en] (або актив не має незначних витрат на зберігання; наприклад, зерно, але не цінні папери).

Арбітраж — це не просто купівля продукту на одному ринку та продаж його на іншому за вищою ціною через декий час. Операції (в ідеалі) повинні відбуватися одночасно, щоб мінімізувати вплив ринкового ризику або ризику того, що ціни можуть змінитися на одному ринку до завершення обох транзакцій. На практиці це можливо лише з цінними паперами та фінансовими продуктами, якими можна торгувати в електронному вигляді, і навіть тоді, коли виконується перший етап торгівлі, ціна на іншому(их) етапі може погіршитися. Провал одного з етапів угоди (що приводить до її відкриття за гіршою ціною) називається «ризиком виконання» або, «ризиком етапу угоди». Загалом, будь-який товар, що продається на одному ринку, має продаватися за такою ж ціною на іншому. Торговці можуть, наприклад, виявити, що ціна на пшеницю нижча в сільськогосподарських регіонах, ніж у містах, купити товар і транспортувати його в інший регіон, щоб продати за вищою ціною. Цей тип цінового арбітражу є найпоширенішим, але цей простий приклад ігнорує вартість транспортування, зберігання, можливий ризик та інші фактори. «Справжній» арбітраж вимагає відсутності ринкового ризику. Якщо цінні папери торгуються на кількох біржах, арбітраж відбувається шляхом одночасної покупки на одній і продажу на іншій. Таке одночасне виконання, якщо задіяні ідеальні замінники, мінімізує вимоги до капіталу, але на практиці ніколи не створює «самофінансуючої» (вільної) позиції, оскільки багато джерел неправильно припускають дотримання теорії. До тих пір, поки існує певна різниця в ринковій вартості та ризик на етапах торгівлі, необхідно вкладати капітал, щоб зберегти довго-коротку арбітражну позицію.

### Повернення середнього значення
Повернення середнього значення — це математична методологія, яка іноді використовується для інвестування в акції, але її також можна застосувати до інших процесів. Загалом ідея полягає в тому, що висока, і низька ціни акцій є тимчасовими, а також ціна акцій, як правило, має середню ціну, до якої акція повертається з певним часом. Прикладом процесу повернення середнього є стохастичне рівняння Орнштейна-Уленбека.
Повернення середнього значення передбачає спочатку визначення торгового діапазону для акції, а потім обчислення середньої ціни за допомогою певних аналітичних методів, оскільки вона стосується активів, прибутків тощо.
Коли поточна ринкова ціна нижча за середню ціну на ринку, акція вважається привабливою для покупки, та при цьому очікується, що ціна з часом підвищиться як мінімум до середньої. Коли поточна ринкова ціна вище середньої ціни, очікується падіння ринкової ціни. Іншими словами, очікується, що відхилення від середньої ціни повернуться до середньої.
Стандартне відхилення останніх цін (наприклад, останні 20) часто використовується як індикатор для купівлі чи продажу.
Служби звітності про акції (наприклад, Yahoo! Finance, MS Investor, Morningstar), зазвичай пропонують ковзні середні для таких періодів, як 50 і 100 днів. А також, є необхідними середні значення, визначення найвижчих та найнижчих граней цін за досліджуваний період, які надають служби звітності.

### Скальпінг
Скальпінг — це надання ліквідності нетрадиційними маркет-мейкерами, за допомогою яких трейдери намагаються зробити спред між покупкою та пропозицією. Ця процедура дозволяє отримувати прибуток до тих пір, поки зміни ціни менші, ніж цей спред, і зазвичай передбачає швидке відкриття та ліквідацію позиції, як правило, протягом декількох хвилин або менше.
Маркет-мейкер — це в основному спеціалізований скальпер. Обсяг, яким торгує маркет-мейкер, у багато разів більший, ніж у звичайного скальпера, також він використовує більш складні торгові системи та технології. Проте зареєстровані маркет-мейкери пов'язані правилами біржі, що передбачають їх мінімальні зобов'язання щодо котирування. Наприклад, NASDAQ вимагає від кожного маркет-мейкера опублікувати принаймні одну заявку та один запит на певному рівні ціни, щоб підтримувати двосторонній ринок для кожної представленої акції.

### Зниження вартості угоди
Більшість стратегій, які відносяться до алгоритмічої торгівлі, належать до категорії скорочення витрат. Основна ідея полягає в тому, щоб розбити велике замовлення на невеликі та розмістити їх на ринку з часом. Вибір алгоритму залежить від різних факторів, найважливішими з яких є волатильність і ліквідність акцій. Наприклад, для високоліквідних акцій відповідність певного відсотка загальних замовлень на акції (так звані вбудовані алгоритми обсягу) зазвичай є хорошою стратегією, але для високоліквідних акцій алгоритми намагаються зіставити кожне замовлення, яке має сприятливу ціну (які називаються алгоритмами пошуку ліквідності).
Успіх цих стратегій зазвичай вимірюється шляхом порівняння середньої ціни, за якою було виконано все замовлення, із середньою ціною, досягнутою в результаті еталонного виконання за той самий період. Зазвичай середня ціна, зважена за обсягом, використовується як орієнтир.
Спеціальний клас цих алгоритмів намагається виявити алгоритмічні або айсбергові замовлення на іншій стороні (тобто, якщо ви намагаєтеся купити, алгоритм спробує виявити замовлення на стороні продажу). Ці алгоритми називаються алгоритмами нюхання.
Деякі приклади цих алгоритмів: VWAP, TWAP, Дефіцит реалізації, POV, Display size, Liquidity Seeker і Stealth. Сучасні алгоритми часто оптимально будуються за допомогою статичного чи динамічного програмування.

### Стратегії, які стосуються лише темних пулів
Останнім часом ВЧТ, який включає в себе широкий набір трейдерів, які займаються покупкою, а також трейдерів, які займаються продажем, став більш помітним і суперечливим. Ці алгоритми або методи зазвичай називають такими назвами, як «Стелс» (розроблено Deutsche Bank), «Айсберг», «Кинджал», «Мавпа», «Партизан», «Снайпер», «BASOR» (розроблено Quod Financial) та «Нюхач». Темні пули — це альтернативні торгові системи, які є приватними за своєю природою і, таким чином, не взаємодіють із загальним потоком публічних ордерів і натомість прагнуть забезпечити невідображену ліквідність великим пакетам цінних паперів. У темних пулах торгівля відбувається анонімно, при цьому більшість ордерів приховані або «закриті». «Акули» винюхують великі замовлення, «пінгуючи» невеликі ринкові замовлення на покупку та продаж. Коли кілька малих замовлень заповнено, акули могли виявити наявність великого айсбергового ордеру.
«Тепер це гонка озброєнь», — сказав Ендрю Ло, директор лабораторії фінансового інжинірингу Массачусетського технологічного інституту. «Усі створюють складніші алгоритми, і чим більша конкуренція, тим менший прибуток».

### Ринковий час
Стратегії, призначені для створення альфа-версії, вважаються стратегіями ринкового часу. Ці типи стратегій розроблені з використанням методології, яка включає тестування за попередніми даними, форвардне тестування та тестування в реальному часі. Алгоритми ринкового часу зазвичай використовують технічні індикатори, такі як змінні середні, але також можуть включати логіку розпізнавання образів, реалізовану за допомогою кінцевих автоматів.
Ретротестування алгоритму, як правило, є першим етапом і передбачає імітацію гіпотетичних угод протягом періоду даних у вибірці. Оптимізація виконується з метою визначення найбільш оптимальних входів. Кроки, вжиті для зменшення ймовірності надмірної оптимізації, можуть включати модифікацію вхідних даних +/- 10 %, shmooing вхідних даних великими кроками, запуск моделювання за методом Монте-Карло та забезпечення врахування пробуксовування та комісії.
Попереднє тестування алгоритму є наступним етапом, який передбачає виконання алгоритму через набір даних із вибірки, щоб переконатися, що алгоритм працює в межах очікуваних результатів тестування.
Тестування в реальному часі є останнім етапом розробки, і вимагає від розробника порівняння фактичних угод у реальному часі з моделями, перевіреними на минулому та попередньому тестуванні. Порівняні показники включають відсоток прибутку, коефіцієнт прибутку, максимальну просадку та середній прибуток на угоду.

## Високочастотний трейдинг
Як зазначалося вище, високочастотна торгівля (ВЧТ) — це форма алгоритмічної торгівлі, що характеризується високим оборотом і високим співвідношенням замовлення до продажу. Хоча немає єдиного визначення ВЧТ, але серед його ключових атрибутів — високоскладні алгоритми, спеціалізовані типи замовлень, спільне розміщення, короткострокові інвестиційні горизонти та високий рівень скасування замовлень. У США фірми з високочастотної торгівлі (ВЧТ) становлять 2 % із 20 000 фірм, з тих, що працюють сьогодні, але на них припадає 73 % усього обсягу торгівлі акціями. Станом на перший квартал 2009 року загальні активи в управлінні хедж-фондів зі стратегіями ВЧТ становили 141 мільярд доларів США, що приблизно на 21 % менше від свого максимуму. Вперше стратегія ВЧТ була успішно застосована хедж-фондом Renaissance Technologies.
Особливу популярність високочастотні фонди почали набувати в 2007 і 2008 роках. Багато фірм ВЧТ є маркет-мейкерами та забезпечують ліквідність ринку, що знижує волатильність і допомагає звузити спреди між покупками та пропозиціями, зробивши торгівлю та інвестиції дешевшими для інших учасників ринку. ВЧТ був предметом пильної уваги громадськості після того, як Комісія з цінних паперів і бірж США та Комісія з торгівлі товарними ф'ючерсами заявили, що як алгоритмічна торгівля, так і ВЧТ сприяли волатильності під час спалаху 2010 року. Серед основних американських компаній високочастотної торгівлі є Chicago Trading Company, Optiver, Virtu Financial, DRW, Jump Trading, Two Sigma Securities, GTS, IMC Financial і Citadel LLC.
Існує чотири ключові категорії стратегій ВЧТ: створення ринку на основі потоку замовлень, створення ринку на основі тікових даних (англ. tick data), арбітраж подій і статистичний арбітраж. Усі рішення щодо розподілу портфеля приймаються за допомогою комп'ютеризованих кількісних моделей. Успіх комп'ютеризованих стратегій значною мірою зумовлений їхньою здатністю одночасно обробляти великі обсяги інформації, чого не можуть зробити звичайні трейдери.

### Маркет мейкинг
Маркет-мейкинг включає розміщення лімітного ордера на продаж (або пропозицію) вище поточної ринкової ціни або лімітного ордера на купівлю (або ставку) нижче поточної ціни на регулярній та безперервній основі, щоб зафіксувати спред між покупкою та пропозицією. Automated Trading Desk, яку купила Citigroup у липні 2007 року, була активним маркет-мейкером, займаючи близько 6 % загального обсягу як на NASDAQ, так і на Нью-Йоркській фондовій біржі.

### Статистичний арбітраж
Інший набір стратегій ВЧТ у класичній арбітражній стратегії може включати кілька цінних паперів, таких як забезпечений паритет процентної ставки на валютному ринку, який дає співвідношення між цінами внутрішньої облігації, облігації, деномінованої в іноземній валюті, спотовою ціною валюти, та ціною форвардного контракту на валюту. Якщо ринкові ціни достатньо відрізняються від тих, що передбачені в моделі, щоб покрити транзакційні витрати, тоді можна здійснити чотири транзакції, щоб гарантувати безризиковий прибуток. ВЧТ дозволяє подібні арбітражі з використанням моделей більшої складності, що включають більше ніж 4 цінні папери. За оцінками TABB Group, річний сукупний прибуток від стратегій арбітражу з низькою затримкою наразі перевищує 21 мільярд доларів США.
Розроблено широкий спектр стратегій статистичного арбітражу, за допомогою яких торгові рішення приймаються на основі відхилень від статистично значущих зв'язків. Подібно до стратегій формування ринку, статистичний арбітраж можна застосовувати до всіх класів активів.

### Арбітраж подій
Арбітраж подій — це підмножина арбітражу ризиків, злиття, конвертованих або проблемних цінних паперів, яка розраховується на конкретну подію, як-от підписання контракту, схвалення регулятора, судове рішення тощо. Ця стратегія використовується, щоб змінити співвідношення ціни або курсу двох або більше фінансових інструментів і дозволити арбітражеру отримати прибуток.
Прикладом цього може бути арбітраж злиття, який також називають арбітражем ризику. Арбітраж при злитті зазвичай складається з купівлі акцій компанії, яка є метою поглинання, з одночасним скороченням акцій компанії-покупця. Зазвичай ринкова ціна цільової компанії нижча за ціну, запропоновану компанією-покупцем. Спред між цими двома цінами залежить головним чином від імовірності та часу завершення поглинання, а також від переважаючого рівня процентних ставок. Ставка в арбітражі злиття полягає в тому, що такий спред зрештою дорівнюватиме нулю коли поглинання буде завершено. Ризик полягає в тому, що угода може «зірватись» і, як наслідок, спред значно розширюється.

### Спуфінг
Одна зі стратегій, яку використовували деякі трейдери, та яка була зрештою заборонена, але тим не менш продовжує використовуватися, називається спуфінгом. Спуфінг— це розміщення ордерів, з метою створити враження бажання купити чи продати акції, не маючи жодного наміру виконати це замовлення. Це робиться для тимчасового маніпулювання ринком, щоб купити чи продати акції за більш вигідною ціною. Це виконується шляхом створення лімітованих ордерів за межами поточної ціни пропозиції або запиту, щоб змінити ціну, яку повідомляють інші учасники ринку. Згодом трейдер може розміщувати угоди на основі штучної зміни ціни, а потім скасовувати лімітні ордери ще до їх виконання.
Припустімо, трейдер бажає продати акції компанії з поточною ціною 20 доларів США та поточною ціною продажу 20.20 доларів США. Трейдер розміщує ордер на покупку за 20.10 дол. США, з невеликим проміжком від запиту, тому його не буде виконано, а ставка в розмірі 20,10 доларів США вказується як найкраща ціна пропозиції. Потім трейдер виконує ринкове замовлення на продаж акцій, які він бажає продати. Оскільки найкраща ціна пропозиції є штучною пропозицією інвестора, маркет-мейкер заповнює замовлення на продаж за 20,10 доларів США, дозволяючи отримати вищу ціну продажу на акцію на 0,10 доларів США. Згодом трейдер скасовує своє лімітне замовлення на покупку, яку він ніколи не збирався виконувати.

### Набиття котирувань
Набиття котирувань — це тактика, яку використовують зловмисники, яка передбачає швидке введення та зняття великої кількості ордерів у спробі заполонити ринок, отримуючи таким чином перевагу над повільними учасниками ринку. Швидке розміщення та скасування замовлень засмічує канали ринкових даних, на які покладаються звичайні інвестори, на деякий час затримати котирування цін, поки відбувається наповнення. Компанії ВЧТ виграють від власних каналів більшої ємності та найпродуктивнішої інфраструктури з найменшою затримкою. Дослідники показали, що високочастотні трейдери можуть отримувати прибуток від штучно викликаних затримок і арбітражних можливостей, які є результатом набиття котирувань.

## Торгові системи з низькою затримкою
Затримка, спричинена мережею, синонім затримки, вимірюється як затримка в один бік або час проходження туди й назад, зазвичай визначається як час, потрібний пакету даних для проходження з однієї точки в іншу. Торгівля з низькою затримкою відноситься до алгоритмічних торгових систем і мережевих маршрутів, які використовуються фінансовими установами, підключаючись до фондових бірж і електронних комунікаційних мереж (ЕКМ) для швидкого виконання фінансових операцій. Більшість фірм ВЧТ залежать від виконання своїх торгових стратегій з низькою затримкою. Джоел Хасбрук і Гідеон Саар (2013) вимірюють затримку на основі трьох компонентів:
- часу, необхідного для отримання інформації трейдером;
- алгоритмів трейдера для аналізу інформації;
- згенерованих дій для досягнення мети трейдера;[71]

На сучасному електронному ринку (2009 р.) час обробки угод із низькою затримкою вважався менше 10 мілісекунд, а наднизька затримка — менше 1 мілісекунди.
Трейдери з низькою затримкою залежать від мереж із наднизькою затримкою. Вони отримують прибуток, надаючи інформацію, таку як конкуруючі ставки та пропозиції, своїм алгоритмам на мікросекунди швидше, ніж їхні конкуренти. Революційний прогрес у швидкості призвів до того, що фірмам знадобилася торгова платформа в режимі реального часу, розташована поруч, щоб отримати вигоду від впровадження високочастотних стратегій. Стратегії постійно змінюються, щоб зреагувати навіть на незначні зміни на ринку, а також для боротьби з загрозою зворотньої розробки стратегії з боку конкурентів. Це пов'язано з еволюційним характером алгоритмічних торгових стратегій — вони повинні мати можливість адаптуватися та торгувати розумно, незалежно від ринкових умов, що передбачає наявність достатньої гнучкості, щоб протистояти широкому спектру ринкових сценаріїв. У результаті значна частина чистого доходу фірм витрачається на дослідження та розробки цих автономних торгових систем.

## Реалізація стратегій
Більшість алгоритмічних стратегій реалізовано за допомогою сучасних мов програмування, хоча деякі все ще реалізують стратегії, розроблені в електронних таблицях. Все частіше алгоритми, які використовуються великими брокерськими компаніями та менеджерами активів, записуються на мову визначення алгоритмічної торгівлі (FIXatdl) протоколу FIX, що дозволяє фірмам, які отримують замовлення, точно вказувати, як мають бути виражені їхні електронні замовлення. Ордери, створені за допомогою FIXatdl, можуть потім передаватись із систем трейдерів через протокол FIX. Базові моделі можуть покладатися лише на лінійну регресію, тоді як більш складні — на моделі теорії ігор і розпізнавання образів або прогнозні моделі також можуть використовуватися для ініціювання торгівлі. Для створення цих моделей використовувалися більш складні методи, такі як методи Монте-Карло марковських ланцюгів.

## Проблеми та розробка
Доведено, що алгоритмічна торгівля суттєво покращує ліквідність ринку окрім інших переваг. Однак підвищення продуктивності завдяки алгоритмічній торгівлі наштовхнулося на опір брокерів і трейдерів, які стикаються з жорсткою конкуренцією з боку комп'ютерів.

### Фінанси кіборга
Технологічний прогрес у фінансах, зокрема той, що стосується алгоритмічної торгівлі, збільшив фінансову швидкість, зв'язок, охоплення та складність процесу, водночас зменшивши його гуманність. Комп'ютери, на яких працює програмне забезпечення на основі складних алгоритмів, замінили людей у багатьох функціях у фінансовій індустрії. Фінанси по суті стають галуззю, де машини та люди ділять домінуючу роль, перетворюючи сучасні фінанси на те, що один вчений назвав «фінансами-кіборгами».

### Занепокоєння
Хоча багато експертів вихваляють переваги інновацій у алгоритмічній торгівлі, інші аналітики висловлюють стурбованість конкретними аспектами торгівлі з використанням комп'ютерного алгоритма.
«Недоліком цих систем є те, що вони є „чорним ящиком“, — сказав пан Вільямс. „Трейдери мають лише інтуїтивне відчуття того, як працює світ. Але в цих системах ви вводите купу чисел, і щось виходить з іншого боку, і не завжди інтуїтивно зрозуміло, чому чорна скринька зачепилася за певні дані чи зв'язки“.
«Управління  фінансових послуг уважно стежить за розвитком торгівлі, які є чорними ящиками. У своєму щорічному звіті регулятор зазначив про великі переваги ефективності, які нові технології приносять на ринок. Але також було зазначено, що «більша залежність від складних технологій і моделювання несе з собою більший ризик того, що збій системи може призвести до перерви в бізнесі».
Міністр фінансів Великобританії лорд Майнерс попередив, що компанії можуть стати «іграшками» спекулянтів через автоматичну високочастотну торгівлю. Лорд Майнерс сказав, що процес ризикує зруйнувати відносини між інвестором і компанією.
Інші проблеми включають технічну проблему затримки, а також затримки в отриманні котирувань для трейдерів, безпеку та можливість повного збою системи, що призведе до краху ринку.
«Goldman витрачає на ці речі десятки мільйонів доларів. У них більше людей, які працюють у їхній технологічній сфері, ніж людей на торговому столі… Характер ринків кардинально змінився».
1 серпня 2012 року Knight Capital Group зіткнулася з технологічною проблемою в своїй автоматизованій торговій системі, яка призвела до збитків у розмірі 440 мільйонів доларів.
Ця проблема була пов'язана з установкою Knight програмного забезпечення для торгівлі та призвела до того, що Knight надсилав на ринок численні помилкові замовлення на цінні папери, що котируються на NYSE. Це програмне забезпечення було видалено з систем компанії… Клієнти не постраждали від помилкових замовлень, а проблема з програмним забезпеченням обмежилася перенаправленням певних акцій на NYSE. Knight вийшов з усієї своєї помилкової торгової позиції, що призвело до реалізованих збитків приблизно в 440 мільйонів доларів США.
Було доведено, що алгоритмічна та високочастотна торгівля сприяла волатильності під час різкого краху 6 травня 2010 року, коли промисловий індекс Доу-Джонса впав приблизно на 600 пунктів щоб відшкодувати втрати. На той час це було друге за величиною коливання, 1010.14 пункту, і найбільше одноденне зниження точки, 998.5 пункту, на внутрішньоденній основі в історії Dow Jones Industrial Average.

### Останні події
Новини фінансового ринку зараз форматуються такими компаніями, як Need To Know News, Thomson Reuters, Dow Jones і Bloomberg.
«Комп'ютери зараз використовуються для створення новин про результати прибутків компаній або економічну статистику по мірі їх публікації. І ця інформація миттєво надходить прямо в інші комп'ютери, які торгують новинами».
Алгоритми не просто торгують простими новинами, а й інтерпретують новини, складніші для розуміння. Деякі фірми також намагаються автоматично визначати настрої (вирішуючи, хороші чи погані ці новини), щоб автоматизована торгівля могла краще працювати з цією новиною.
«Люди все частіше дивляться на всі види новин і створюють власні індикатори навколо них у напівструктурований спосіб», оскільки вони постійно шукають нові торгові переваги, сказав Роб Пассарелла, глобальний директор зі стратегії Dow Jones Enterprise Media Group. Його фірма надає як стрічку новин із низькою затримкою, так і аналітику новин для трейдерів. Пассарелла також вказав на нові академічні дослідження, які проводяться щодо того, наскільки часті пошуки в Google щодо різних акцій можуть служити індикаторами торгівлі, потенційний вплив різних фраз і слів, які можуть з'являтися в заявах Комісії з цінних паперів, і остання хвиля онлайн-спільнот присвячена тематиці біржової торгівлі.
«Ринки за своєю природою — це розмови, які виросли з кав'ярень і таверн», — сказав він. Таким чином, спосіб створення розмов у цифровому суспільстві також використовуватиметься для перетворення новин у торгівлю, сказав Пассарелла.
«Існує справжній інтерес у перенесенні процесу інтерпретації новин від людей до машин», — каже Кірсті Суутарі, глобальний бізнес-менеджер із алгоритмічної торгівлі в Reuters. «Більше наших клієнтів знаходять способи використовувати вміст новин, щоб заробити гроші».
Прикладом важливості швидкості звітування новин для алгоритмічних трейдерів була рекламна кампанія Dow Jones (поява включала сторінку W15 The Wall Street Journal 1 березня 2008 року), яка стверджувала, що їхній сервіс випередив інші служби новин на дві секунди, повідомляючи про зниження процентної ставки Банком Англії
У липні 2007 року Citigroup, яка вже розробила власні торгові алгоритми, заплатила 680 мільйонів доларів за Automated Trading Desk, 19-річну фірму, яка торгує приблизно 200 мільйонами акцій на день. Citigroup раніше купила Lava Trading і OnTrade Inc.
Наприкінці 2010 року Науковий офіс уряду Великобританії ініціював проект Foresight, який досліджує майбутнє комп'ютерної торгівлі на фінансових ринках під керівництвом Клари Ферс, колишнього генерального директора Лондонської фондової біржі, а у вересні 2011 року проект опублікував свою початкові висновки у формі робочого документа з трьох розділів, доступного трьома мовами, а також 16 додаткових документів, які надають підтверджуючі докази. Авторами та співавторами всіх цих висновків є провідні науковці та практики, які пройшли анонімне експертне оцінювання. Опубліковане в 2012 році дослідження Foresight визнало проблеми, пов'язані з періодичною неліквідністю, новими формами маніпулювання та потенційними загрозами стабільності ринку через помилкові алгоритми або набиття котирувань. Однак звіт також розкритикували за прийняття «стандартних аргументів на користь ВЧТ» і зв'язок членів консультативної групи з індустрією ВЧТ.

## Архітектура системи
Традиційна торгова система складається в основному з двох блоків: один отримує ринкові дані, а інший надсилає запит на замовлення на біржу. Однак алгоритмічну торгову систему можна розбити на три частини:
1. Обмін
2. Робота сервера
3. Робота додатка

Біржі надають системі дані, які зазвичай складаються з останньої книги замовлень, обсягів торгів і ціни останньої торгівлі (LTP) грошової одиниці. Сервер, у свою чергу, отримує дані, одночасно діючи як база даних. Дані аналізуються на стороні додатка, де торгові стратегії надходять від користувача, і їх можна переглянути в графічному інтерфейсі користувача. Коли замовлення сформовано, воно надсилається до системи керування замовленнями (OMS), яка, у свою чергу, передає його на біржу.
Поступово стара архітектура алгоритмічних систем із високою затримкою замінюється новішими, найсучаснішими мережами з високою інфраструктурою та низькою затримкою. Механізм обробки комплексних подій (CEP), який є основою прийняття рішень у торгових системах на основі алгоритмів, використовується для маршрутизації замовлень та управління ризиками.
З появою протоколу FIX (обмін фінансовою інформацією) з'єднання з різними пунктами призначення стало простішим, а час виходу на ринок скоротився. З наявністю стандартного протоколу, інтеграція сторонніх постачальників для каналів даних перестала бути громіздкою.

## Автоматизоване управління
Автоматизована торгівля повинна здійснюватися під автоматизованим контролем, оскільки ручне втручання надто повільне або запізнє для торгівлі в реальному часі в масштабі мікро- або мілісекунд. Таким чином, трейдинговий відділ або фірма повинні розробити належні автоматизовані системи контролю для унеможливлення всіх можливих типів ризиків: починаючи від ризику основного капіталу, помилок товстого пальця, кредитних ризиків контрагента, торгових стратегій, які підважують ринок, таких як спуфінг або розшарування, до надмірного використанню токсичних темних пулів.
Ринкові регулятори, такі як Банк Англії та Європейське управління цінних паперів і ринків, опублікували наглядові вказівки, зокрема щодо контролю ризиків алгоритмічної торгівлі, наприклад, SS5/18 Банку Англії та MIFID II.
У відповідь на це також зросла академічна чи промислова діяльність, присвячена контрольній стороні алгоритмічної торгівлі.

## Наслідки
Одним із найбільш іронічних висновків академічних досліджень алгоритмічної торгівлі може бути те, що окремий трейдер запроваджує алгоритми, щоб зробити комунікацію більш простою та передбачуваною, тоді як ринки стають більш складними та невизначеними. Оскільки торгові алгоритми дотримуються локальних правил, які відповідають або запрограмованим інструкціям, або вивченим шаблонам, на мікрорівні їх автоматизована та реактивна поведінка робить певні частини динаміки спілкування більш передбачуваними. Однак на макрорівні було доведено, що загальний процес виникнення стає складнішим і менш передбачуваним. Це явище не є унікальним для фондового ринку, його також виявили боти для редагування у Вікіпедії.
Незважаючи на те, що його розвиток міг бути спричинений зменшенням розмірів торгівлі, спричиненим децималізацією, алгоритмічна торгівля ще більше зменшила розміри торгів. Робота, котру колись виконували люди-трейдери, тепер переходить на комп'ютери. Швидкість комп'ютерних з'єднань, яка вимірюється в мілісекундах або навіть мікросекундах, стала дуже важливою.
Більш повністю автоматизовані ринки, такі як NASDAQ, Direct Edge і BATS (раніше абревіатура Better Alternative Trading System) у США, отримали частку ринку від менш автоматизованих ринків, таких як NYSE. Економія від масштабу в електронній торгівлі сприяла зниженню комісій і плати за обробку торгів, а також сприяла міжнародним злиттям і консолідації фінансових бірж.
Між біржами розвивається конкуренція за найшвидший час обробки для завершення угод. Наприклад, у червні 2007 року Лондонська фондова біржа запустила нову систему під назвою TradElect, яка обіцяє середній час виконання замовлення 10 мілісекунд від розміщення замовлення до остаточного підтвердження та може обробити 3000 замовлень за секунду. Відтоді конкурентоспроможні біржі продовжували скорочувати затримку з доступним часом виконання до 3 мілісекунд. Це має велике значення для високочастотних трейдерів, оскільки вони повинні намагатися точно визначити послідовні та ймовірні діапазони продуктивності певних фінансових інструментів. Ці професіонали часто мають справу з версіями фондів фондових індексів, таких як E-mini S&P, оскільки вони прагнуть узгодженості та пом'якшення ризиків разом із високою продуктивністю. Вони повинні відфільтрувати ринкові дані, щоб мати найменшу затримку та найвищу ліквідність у часі для розміщення стоп-лоссів та отримання прибутку. З високою волатильністю на цих ринках це стає складним і потенційно нервовим завданням, де невелика помилка може призвести до великих втрат. Дані про абсолютну частоту впливають на розробку попередньо запрограмованих інструкцій трейдера.
У США витрати на апаратне та програмне забезпечення у фінансовій індустрії зросли до 26,4 мільярдів доларів у 2005 році.
Алгоритмічний трейдинг спричинив зміну типів працівників, які працюють у фінансовій галузі. Наприклад, багато фізиків прийшли у фінансову індустрію як кількісні аналітики. Деякі фізики навіть почали займатися економічними дослідженнями в рамках докторських досліджень. Цей міждисциплінарний рух іноді називають еконофізикою. Деякі дослідники також посилаються на «культурний розрив» між працівниками фірм, які переважно займаються алгоритмічною торгівлею, та традиційними інвестиційними менеджерами. Алгоритмічна торгівля сприяла підвищенню уваги до даних і зменшила увагу до досліджень продавців.

## Стандарти спілкування
Алгоритмічні угоди вимагають передачі значно більшої кількості параметрів, ніж традиційні ринкові та лімітні ордери. Трейдер з одного боку (сторона купівлі) повинен увімкнути свою торгову систему (яку часто називають «системою керування замовленнями» або «системою керування виконанням»), щоб розуміти постійно зростаючий потік нових типів алгоритмічних замовлень. Дослідження, розробки та інші витрати на створення складних нових типів алгоритмічних замовлень разом з інфраструктурою виконання та маркетинговими витратами на їх розповсюдження є досить значними. Потрібен був спосіб, за допомогою якого маркетологи («сторона продажу») могли б виражати алгоритмічні замовлення в електронному вигляді, щоб трейдери зі сторони покупців могли просто вставити нові типи замовлень у свою систему та бути готовими торгувати ними без використання екранів введення нових замовлень щоразу.
FIX Protocol — це торгова асоціація, яка публікує безкоштовні відкриті стандарти у сфері торгівлі цінними паперами. Мова FIX спочатку була створена Fidelity Investments, і членами асоціації є практично всі великі та багато середніх і менших дилерів-брокерів, банки грошових центрів, інституційні інвестори, пайові фонди тощо. Ця установа домінує в установці стандартів у передторговій та торговій сферах угод із цінними паперами. У 2006—2007 роках декілька учасників зібралися й опублікували проект стандарту XML для вираження типів алгоритмічних порядків. Стандарт називається FIX Algorithmic Trading Definition Language (FIXatdl).